# Ascoy
Ascoy es una de las siete pedanías del municipio murciano de Cieza. Se sitúa a 3 kilómetros al norte de la ciudad de Cieza.

## Historia
La localidad surgió a finales de los años sesenta del siglo XX a iniciativa de una empresa agrícola que abrió pozos de agua con los que inició la explotación de las tierras mediante regadío, tanto para abastecer el mercado nacional como el internacional. Así ofreció un lugar de residencia para los trabajadores de la explotación.

## Monumentos y lugares de interés
Es en el entorno de la pedanía donde se encuentran el Barranco de los Grajos, en cuyos abrigos hay pinturas rupestres incluidas en el catálogo del arco mediterráneo (declaradas patrimonio de la humanidad), y la Fortaleza del Mayorazgo de Ascoy, construida en el siglo XV para proteger a la población de las razzias moras. También hay en el entorno de la pedanía, además del poblado de Ascoy y huerta, un polígono industrial, urbanizaciones residenciales y la sierra de Ascoy, en la que hay un parque eólico que cuenta con once aerogeneradores de electricidad.

## Transporte y comunicaciones

### Por carretera
Se accede a la pedanía a través de la autovía A-30 y la carretera N-301.

### En autobús
Existe una línea de autobús urbana, con una expedición por la mañana desde Ascoy al casco urbano, y otra a mediodía de vuelta a la pedanía.

## Cultura

### Fiestas
La pedanía cuenta con fiestas patronales y tradiciones relacionadas con la agricultura. Así durante los días 14 y 15 de mayo se celebran las festividades en honor a San Isidro Labrador, patrón de Ascoy.
El santo patrón de la pedanía es san Isidro Labrador.